# Torneio Internacional da Tunísia de 1962
O Torneio Internacional da Tunísia  foi um torneio de caráter amistoso, realizado na Tunísia, no ano de 1962.

## Jogos do campeão
- 16 de junho de 1962

 Flamengo 4 X 1  Stade soussien
- 17 de junho de 1962

 Flamengo 3 X 0   Stade Tunisiene

## Campeão
| Torneio Internacional da Tunísia de 1962 |
| ---------------------------------------- |
| Flamengo Campeão                         |